# 海 (ギタリスト)
海（ウミ、7月20日 - ）は、日本のギタリストである。ロックバンド・vistlipのギター担当。メンバーカラーは緑。東京都出身。血液型A型。

## 人物
楽曲のコーラスやラップを主に担当している。バンドの衣装やジャケットの監修なども担当する。
眼鏡を掛けている。パソコン用眼鏡もある。ファッション全般が好きであり、特に服と靴が好きである。ブログ等でもファッション関係の投稿が多い。
中学生の頃にギターを始めようとしたが挫折した。高校生の頃、本格的なバンドではなく文化祭のバンドでボーカルとして活動していた。
高校に入学してからすぐに地元のCDショップで働く。CDショップのコンビニで履歴書を買って、ペンは店で借りて履歴書を書いて提出したらその場で採用になった。CDショップのバイトをしていくうちに「音楽のジャンルが広がった」と公言している。高校3年生からは友達に誘われて焼き肉屋でバイトを始めた。バイト歴が一番長いということから店長代理を担当していた。
vistlipの活動するようになった時期はコンビニ、工事現場、清掃のバイトをしていた。
バンド活動をしながら美術の専門学校に通っていたため、食費にお金をかけれなかったため、コンビニで廃棄になった食べ物をもらい生活をしていた。
店内のバックヤードで美術の課題やギターの練習をしていた。
工場現場のバイト始めた当初はギター等の機材も揃っていなかったため、機材のお金が欲しかったため、始めた。
キリトに服をプレゼントされたことがある。
アクセサリーブランド「DEAL DESIGN」とコラボをしてアクセサリーを作ったことがある。

## 使用機材
- ESP製のレインディア縞馬模様（DIYカスタム）
- Bacchus製THE SURF
- シェクター製ヘルキャット（黒に鼈甲）
- ESP製PEACEMAKER（黒に白渦）